# Charles Roberts Ingersoll
Charles Roberts Ingersoll, född 16 september 1821, död 25 januari 1903, var en amerikansk politiker och guvernör i Connecticut.

## Tidigt liv
Charles R. Ingersoll föddes i New Haven, Connecticut. Han tog examen från Yale College vid nitton års ålder 1840. Han besökte Europa på fregatten USS Preble. Efter två år återvände han till Yale för att läsa juridik och tog examen 1844. Han antogs till advokatsamfundet 1845 och blev partner till sin far.

## Politisk karriär
Ingersoll tjänstgjorde i Connecticuts parlament för Demokraterna. Han valdes till guvernör 1873 och efterträdde Republikanen Marshall Jewell den 7 maj det året. Han var den siste guvernören i Connecticut som valdes för ettåriga mandatperioder, delstatens grundlag från 1818 ändrades 1875 så att mandatperioden blev tvåårig och började i januari varje år. Ingersoll blev omvald som guvernör till dess han avböjde detta 1876. Han efterträddes den 3 januari 1877 av sin partikamrat Richard D. Hubbard.

## Familj
Charles R. Ingersoll var son till Ralph Isaacs Ingersoll, en jurist från New Haven som också tjänstgjorde i Connecticuts representanthus, USA:s representanthus, som USA:s ambassadör till Ryssland och som borgmästare i New Haven, och dennes fru Margaret, född Van den Heuvel.
Hans hustru var Virginia Gregory, dotter till amiral Gregory. De hade sex barn. En dotter, Elizabeth, gifte sig med affärsmannen George G. Haven, Jr.
Han avled i New Haven och begravdes på Grove Street Cemetery.